# Vincent Eberle
Vincent Eberle (* 1991 in München) ist ein deutscher Jazzmusiker (Trompete, Kontrabass, Komposition).

## Leben und Wirken
Eberle fand früh zur Trompete und bereitete bereits als Schüler seine Entscheidung für den Musikerberuf vor. Mit einer eigenen, aus Schulfreunden am Freisinger Josef-Hofmiller-Gymnasium zusammengesetzten Bigband war er 2011 Preisträger bei Jugend jazzt. Zwischen 2011 und 2016 studierte er Bachelor Jazztrompete an der Hochschule für Musik und Theater München bei Claus Reichstaller; 2013 belegte er auch noch Kontrabass bei Paulo Cardoso. Zwischen 2012 und 2014 gehörte er zu Harald Rüschenbaums Landes-Jugendjazzorchester, mit dem er auf eine große Asien-Tournee ging, aber auch in Deutschland und Sizilien konzertierte. 2014/15 verbrachte er als Erasmus-Student an der Kunstuniversität Graz bei Jim Rotondi, Michael Abene und Ed Partyka. Anschließend absolvierte er ein aufbauendes Masterstudium in München bei Nemanja Jovanović und Christian Elsässer. Daneben studierte er bis zum Master Physik an der Ludwig-Maximilians-Universität.
Im Januar 2014, zunächst als Eröffnungsband für eine Jam-Session im Münchner Milla Club, entstand sein Quintett, zu dem der Gitarrist Paul Brändle, der Pianist Leo Betzl, Maximilian Hirning am Kontrabass und Sebastian Wolfgruber am Schlagzeug gehören; 2016 nahm er mit dieser Combo das Debütalbum Holding auf; 2019 folgte Equilibrium.Weiterhin spielt er mit Betzl im Duo und gehörte Roman Sladeks Jazzrausch Bigband und der Original Triad Big Band (Album Blue Moon) an.  Mit Raphael Hubers Septett Grapha spielte er 2020 das Album Böslecker ein.
Eberle komponierte nicht nur für sein Quintett, sondern auch für Munich Tetra Brass und für Bigband; seine Baltic Suite führte Saulius Petreikis 2018 mit der Jazzrausch Bigband auf dem Baltic Breeze Festival auf.

## Preise und Auszeichnungen
Eberle wurde bei Jugend jazzt in 2012 als Solist ausgezeichnet. Mit seinem Quintett erhielt er 2017 den Hansjörg-Henzler-Jazzpreis der Landesarbeitsgemeinschaft Jazz. Im Folgejahr gewann er den Deutschen Jazzpreis; es erhielt diesen Preis „für seine mitreißende Spielfreude, instrumentale Bravour und homogene Bandstruktur.“

## Diskographische Hinweise
- Holding (Solid Pack Records 2017, mit Leo Betzl, Paul Brändle, Maximilian Hirning, Sebastian Wolfgruber)
- Equilibrium (Unit Records 2019, mit Jonas Brinckmann, Leo Betzl, Paul Brändle, Maximilian Hirning, Sebastian Wolfgruber)